# Château de La Plante
Le château de La Plante est un château situé dans la commune belge de Namur (Région wallonne).

## Histoire
Le château fut construit pour Louis Mohimont en 1838 en réunit deux demeures du XVIIIe siècle qu'il transforma dans style Louis XVI néoclassique
Il passa successivement aux barons Fallon, aux Cartuyvels de Collaert, puis aux Gerlache de Waillimont.
La famille de Gerlache le loua à partir de 1971 à la princesse de Bourbon-Parme, à la province de Namur, puis à la Société Régionale d’Investissement de Wallonie (SRIW).